# Giovanni Laterza
Giovanni Laterza (Putignano, 27 aprile 1873 – Bari, 22 agosto 1943) è stato un editore italiano, fondatore della Casa editrice Giuseppe Laterza & figli.

## Biografia

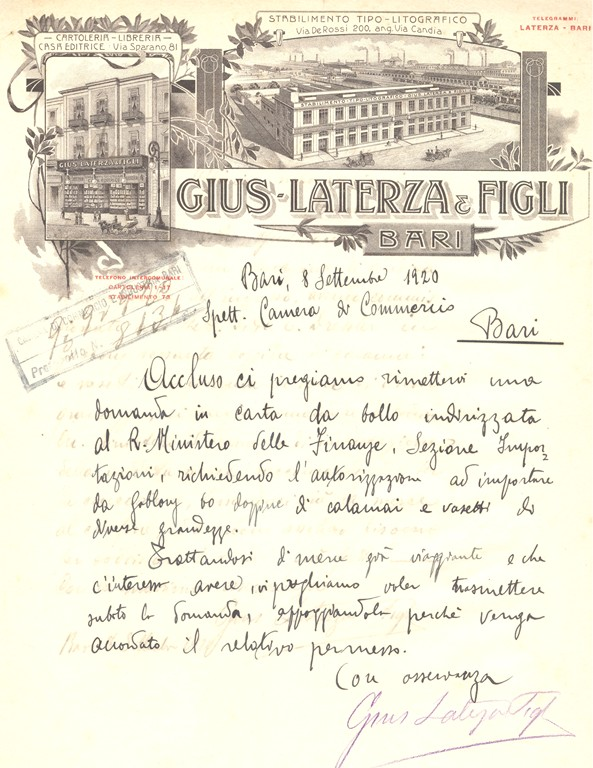
Lettera commerciale della ditta di Bari Giuseppe Laterza & Figli su carta intestata che riproduce lo stabilimento e il negozio, Bari 8 settembre 1920.

Il 10 maggio 1901 annunciò con una lettera circolare l'avvenuta fondazione della Casa editrice Giuseppe Laterza & Figli, con la quale intendeva proseguire l'attività tipografica e libraria già intrapresa nel paese natale di Putignano undici anni prima.
Sempre nel 1901 cominciò il lungo e proficuo carteggio tra Laterza e il filosofo Benedetto Croce (il loro legame venne sciolto solamente dalla morte di Laterza, nel 1943). Dal loro stretto e sodale rapporto nacque la collaborazione di Croce con la casa editrice. A partire dal 1906 Laterza pubblicò la rivista La critica, fondata e diretta dal filosofo. Poi seguì la pubblicazione delle sue opere.
Laterza fu autore di diverse importanti iniziative editoriali. Tra esse si ricordano le collane:
- «Biblioteca di cultura moderna», ricca di oltre 300 volumi, comprendeva testi originali italiani e traduzioni di importanti opere straniere;
- «Classici della filosofia moderna»;
- «Scrittori d'Italia», dedicata ai migliori autori della letteratura italiana contemporanea, con 400 opere (Giovanni Laterza pubblicò le prime 200).